# Gran Premi d'Alemanya del 1964

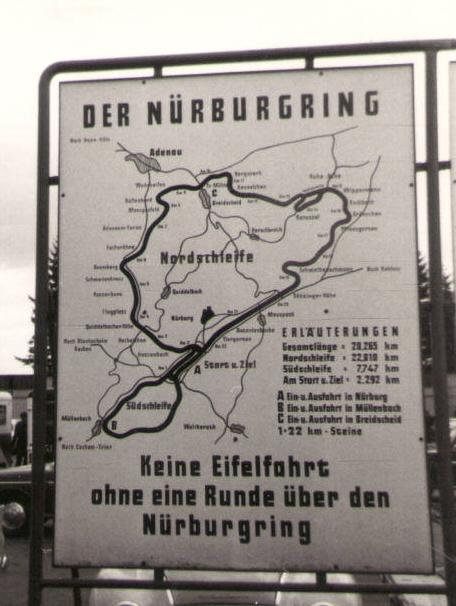
Fotografia presa per "Sports Fan" l'any 1964 al Gran Premi d'Alemanya.

Resultats del Gran Premi d'Alemanya de Fórmula 1 de la temporada 1964, disputat al circuit de Nürburgring el 2 d'agost del 1964.

## Resultats
| Pos | No | Pilot               | Equip             | Voltes | Temps/ Retirada | Pos. de sortida | Punts |
| --- | -- | ------------------- | ----------------- | ------ | --------------- | --------------- | ----- |
| 1   | 7  | John Surtees        | Ferrari           | 15     | 2h 12' 04. 8    | 1               | 9     |
| 2   | 3  | Graham Hill         | BRM               | 15     | + 1' 15.6 min.  | 5               | 6     |
| 3   | 8  | Lorenzo Bandini     | Ferrari           | 15     | + 4' 52.8 min.  | 4               | 4     |
| 4   | 19 | Jo Siffert          | Brabham - BRM     | 15     | + 5' 23.1 min.  | 10              | 3     |
| 5   | 22 | Maurice Trintignant | BRM               | 14     | Bateria         | 14              | 2     |
| 6   | 26 | Tony Maggs          | BRM               | 14     | + 1 Volta       | 16              | 1     |
| 7   | 4  | Richie Ginther      | BRM               | 14     | + 1 Volta       | 11              |       |
| 8   | 2  | Mike Spence         | Lotus - Climax    | 14     | + 1 Volta       | 17              |       |
| 9   | 23 | Gerhard Mitter      | Lotus - Climax    | 14     | + 1 Volta       | 19              |       |
| 10  | 5  | Dan Gurney          | Brabham - Climax  | 14     | + 1 Volta       | 3               |       |
| 11  | 14 | Chris Amon          | Lotus - BRM       | 12     | Suspensions     | 9               |       |
| 12  | 6  | Jack Brabham        | Brabham - Climax  | 11     | Diferencial     | 6               |       |
| 13  | 20 | Ronnie Bucknum      | Honda             | 11     | Accident        | 22              |       |
| 14  | 27 | Peter Revson        | Lotus - BRM       | 10     | Accident        | 18              |       |
| Ret | 1  | Jim Clark           | Lotus - Climax    | 7      | Motor           | 2               |       |
| Ret | 9  | Bruce McLaren       | Cooper - Climax   | 4      | Motor           | 7               |       |
| Ret | 16 | Bob Anderson        | Brabham - Climax  | 4      | Suspensions     | 15              |       |
| Ret | 12 | Edgar Barth         | Cooper - Climax   | 3      | Embragatge      | 20              |       |
| Ret | 18 | Giancarlo Baghetti  | BRM               | 2      | Accelerador     | 21              |       |
| Ret | 10 | Phil Hill           | Cooper - Climax   | 1      | Motor           | 8               |       |
| Ret | 11 | Jo Bonnier          | Brabham - BRM     | 0      | Part elèctrica  | 12              |       |
| Ret | 15 | Mike Hailwood       | Lotus - BRM       | 0      | Motor           | 13              |       |
| NVQ | 28 | Andre Pilette       | Scirocco - Climax |        |                 |                 |       |

## Altres
- Accident mortal de Carel Godin de Beaufort a les pràctiques per disputar el GP.[1]

- Pole: John Surtees 8' 38. 4

- Volta ràpida: John Surtees 8' 39. 0 (a la volta 11)